# Isorropus romani
Isorropus romani är en fjärilsart som beskrevs av Felix Bryk 1953. Isorropus romani ingår i släktet Isorropus och familjen björnspinnare. Inga underarter finns listade i Catalogue of Life.